# Nannerch
Nannerch è un centro abitato del Galles, situato nella contea del Flintshire.